# Bratislav Punoševac
Bratislav Punoševac (in serbo Бpaтиcлaв Пунoшeвaц?; Krusievac, 9 luglio 1987) è un ex calciatore serbo, di ruolo centrocampista.

## Carriera
Ha esordito nel 2006 con il Napredak Kruševac e in cinque stagioni ha collezionato 23 presenze e 2 reti. Nel 2011 si trasferisce all'Oțelul Galați.

## Palmarès

### Club

#### Competizioni nazionali
- Campionato rumeno: 1

Oțelul Galați: 2010-2011
- Supercoppa di Romania: 1

Oțelul Galați: 2011